# 대한체
대한체는 윤디자인연구소에서 무료로 배포한 세리프체이다. 한글 글꼴에는 고딕체 같은 산세리프체는 다양한 반면, 명조체 같은 세리프체는 많지 않아 많은 국민이 사용할 수 있도록 개발했으며, 그 뜻에 맞게 무료로 배포하였다.

## 특징
명조체처럼 세리프를 갖고 있으면서도 고딕처럼 곧은 모양이며, 디지털 기기에서 가독성을 높였다.